# Norbert Brami
Pour les articles homonymes, voir Brami.
Norbert Brami, né le 12 février 1937 à Tunis et mort en 1969, est un escrimeur tunisien, pratiquant le fleuret.
Il participe aux Jeux méditerranéens de 1959, où il remporte une médaille de bronze dans l'épreuve individuelle d'épée, ainsi qu'aux épreuves individuelles de fleuret et d'épée aux Jeux olympiques d'été de 1960.